# De/Vision
De/Vision is een Duitse synthpopband op gericht in juli 1988.

## Geschiedenis
De band is in Duitsland redelijk succesvol. Meerdere singles haalden de Duitse singleparade. Het album 6 Feet Underground uit 2004 kwam van niets op de 35ste plaats in de Media-Control-Charts.

## Bandleden
- Thomas Adam
- Stefan Blender (tot 1989)
- Steffen Keth
- Markus Ganßert (tot 2000)

## Discografie

### Albums
- World without End (1994)
- Unversed in Love (1995)
- Antiquity (1995)
- Fairyland (1996)
- Monosex (1998)
- Zehn (1998)
- Void (1999)
- Two (2001)
- Live 95&96 (2002)
- Unplugged (2002)
- remixed (2002)
- Devolution (2003)
- Devolution Tour - Live (2003)
- 6 Feet Underground (2004)
- Subkutan (2006)
- Best of... (2006)
- Noob (2007)
- DaMals (2007)
- Popgefahr (2010)
- Rockets & swords (2012)

### Singles
- Your Hands on my Skin (1990)
- Boy on the Street (1992)
- Try to forget (1992)
- Dinner without Grace (1993)
- Love me again (1994)
- Blue Moon (1995)
- Dress me when i bleed (1995)
- Sweet Life (1996)
- I regret (1996)
- We fly... tonight (1998)
- Strange Affection (1998)
- Foreigner (2000)
- Freedom (2000)
- Shining (2000) (met Green Court)
- Heart-shaped Tumor (2001)
- Take (my breath away) (2001) (met Green Court)
- Drifting sideways (2003)
- I regret 2003 (2003)
- Unputdownable (2004) (Promo)
- I'm not dreaming of you (2004)
- Turn me on (2004)
- The End (2005) (Promo)
- Love will find a way (2006) (Promo)
- Flavour of the week (2007) (Promo)